# Száznapos tojás
A száznapos tojás (kínaiul 皮蛋, pídàn; szó szerint: „bőrtojás”; vagy 松花蛋, sōnghuādàn, nevezik még ezeréves/ezredéves/százéves/kínai/fermentált tojásnak) egy kínai ételkülönlegesség.

## Készítése
Alapanyagul nyers kacsatojás vagy ritkábban tyúktojás (esetleg fürjtojás) szolgál, ezt három hónapra egy faszénből, oltott mészből, sóból és vízből álló keverékbe helyezik. Idővel a tojásfehérje zselatinszerű, borostyánszínű masszává alakul át, a tojássárgája pedig túrószerű, krémes konzisztenciát vesz fel és bezöldül. Vannak más konzerválási módszerek is, a felhasznált konzerváló keverék összetevői többé-kevésbé eltérőek lehetnek.
A száznapos tojás hónapokig eltartható (hasonlóan a régen pincében, oltott mészben tárolt görögdinnyéhez). Kínában alapvetően két fajta bőrtojást különböztetnek meg; a félkemény tojássárgájút, amelynek kellemes, könnyű aromája van, utóíz nélkül, illetve a kemény tojássárgájút, amelynek elég csípős, kicsit sós íze van, sokáig megmaradó utóízzel. A kínai konyhában előétel, szójaszósszal ill. ecettel és gyömbérrel kínálják.